# Fidippide
Fidippide o Filippide (in greco antico: Φιλιππίδης?, Philippídēs o Φειδιππίδης, Pheidippídēs; Atene, ... – Atene, agosto/settembre 490 a.C.) è stato un militare ateniese, noto per essere stato un leggendario emerodromo.

## Fidippide o Filippide
Nelle opere dell'antichità la dicitura Filippide è riportata da Pausania, Plutarco e Luciano, scrittori che avevano letto questa forma nelle loro versioni di Erodoto, mentre nella maggior parte dei manoscritti di Erodoto si presenta la forma Fidippide.
Visto che, oltre ai manoscritti di Erodoto, la forma Fidippide è attestata solo nelle Nuvole di Aristofane, molti storici sostengono che Aristofane abbia volontariamente deformato il vero nome Filippide per non usare nella sua commedia il nome dell'eroe di Maratona. Dato che però il nome Fidippo è attestato nell'Iliade, non è da escludersi l'esistenza di un raro Fidippide, ma secondo molti questa forma resta un errore dei copisti dei manoscritti.

## Leggenda
Secondo quanto riferito da Erodoto, un emerodromo ateniese di nome Filippide fu mandato da Atene a Sparta per chiedere appoggio in vista della battaglia contro i Persiani e percorse in questo tragitto più di 225 km in un giorno.
Dopo la battaglia di Maratona, sempre secondo Erodoto, buona parte dell'esercito ateniese tornò in città guidato da Milziade marciando per circa 42 km sotto il peso dell'armatura: i soldati greci arrivarono in tempo per vedere che la flotta persiana, constatata la sconfitta, si stava allontanando, dopo aver tentato un attacco alla polis mediante una manovra di superamento delle file greche che prevedeva di doppiare capo Sunio via mare.
La leggenda più nota successivamente, quella della corsa di Filippide da Maratona ad Atene, non fu però opera di Erodoto, ma comparve per la prima volta in un'opera di Plutarco composta nel I secolo, Sulla gloria degli Ateniesi. In essa Plutarco afferma che un emerodromo in armatura completa avrebbe corso da Maratona fino ad Atene, avrebbe pronunciato la celebre frase "abbiamo vinto" (in greco antico: Νενικήκαμεν?, Nenikèkamen) e sarebbe poi morto per lo sforzo; secondo Plutarco lo storico Eraclide Pontico chiamava questo leggendario emerodromo Tersippo, mentre la maggior parte degli storici lo chiamava Eucle.
Luciano di Samosata, scrittore e retore di origine siriana vissuto durante il II secolo d.C., riporta la stessa leggenda, attestando però come il nome del corridore non fosse Eucle, bensì Filippide.

### Datazione
I testi che descrivono questo evento riportano una data che, interpretata dallo storico tedesco August Böckh nel 1855, secondo il calendario attico, risulta essere il 12 settembre 490 a.C.
Recenti studi hanno invece ipotizzato che negli scritti sia stata usata una data del calendario di Sparta, il che anticiperebbe l'evento al 12 agosto: i racconti storici indicano che Sparta poté inviare aiuti ad Atene solo dopo la fine delle Carnee, che coincidevano con la luna piena, e questo fatto porta a collocare lo scontro il 12 settembre.
Una terza interpretazione, fornita dallo storico Nicholas Sekunda, propenderebbe per l'11 settembre.
Secondo lo storico Peter Krentz, infine, non è possibile determinare un giorno preciso per la battaglia, da collocare genericamente tra agosto e settembre, data l'elevata probabilità che il calendario ateniese fosse stato manipolato per impedire che la battaglia andasse a coincidere con le celebrazioni dei misteri eleusini.

## Maratona moderna
La gara olimpica sulla distanza dei 40 km (stabiliti con precisione nel 1921 in 42,195 km, la distanza adottata ai Giochi della IV Olimpiade, cioè la distanza tra Maratona e Atene) prende il nome di maratona proprio dal mito di Filippide e della sua corsa riportato da Luciano, racconto al quale Pierre de Coubertin s'ispirò.